# Leichtathletik-Europameisterschaften 1966/Stabhochsprung der Männer

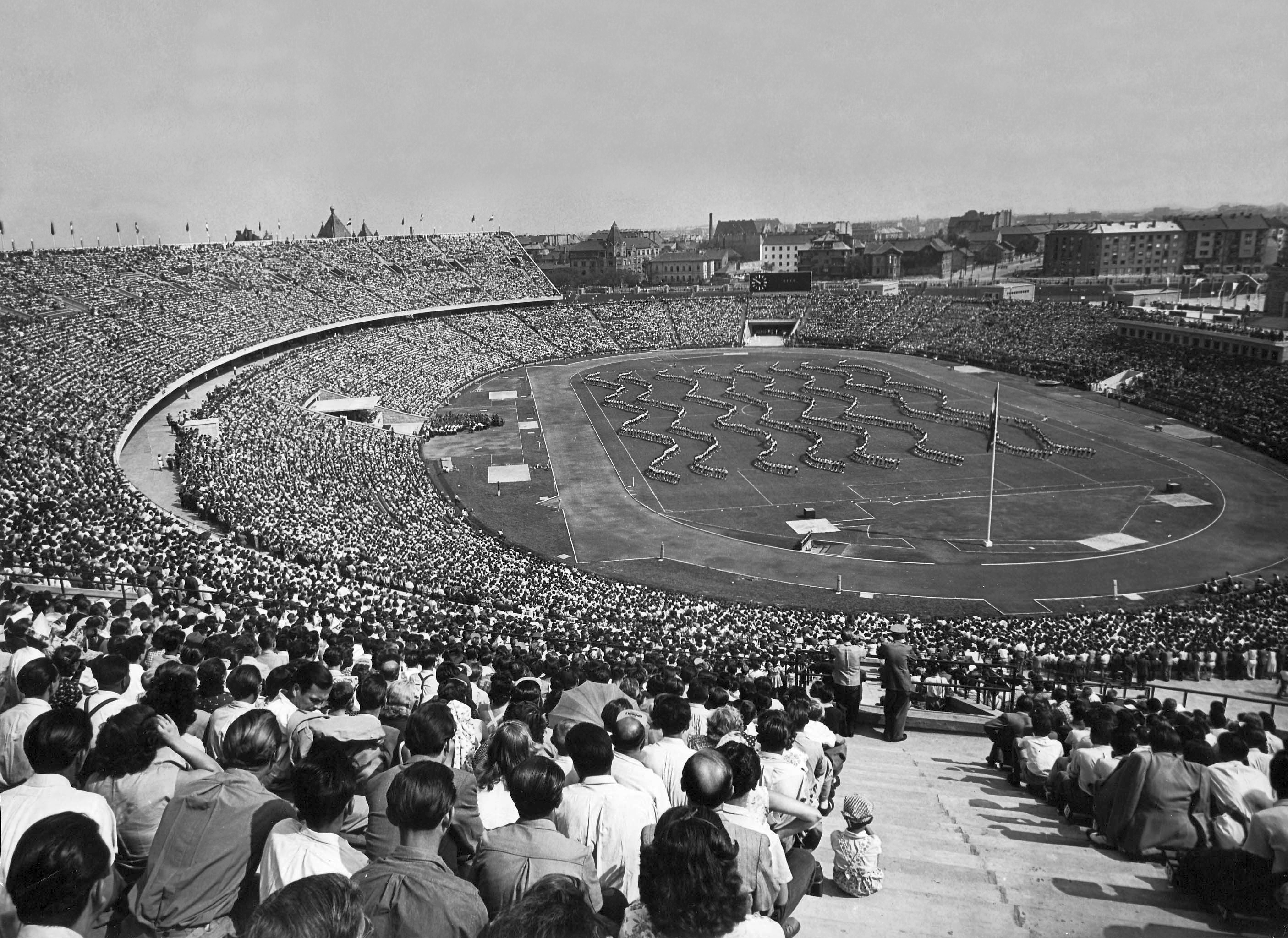
Das Népstadion bei einer Veranstaltung im Jahr 1953

Der Stabhochsprung der Männer bei den Leichtathletik-Europameisterschaften 1966 wurde am 31. August und 2. September 1966 im Budapester Népstadion ausgetragen.
Europameister wurde der Europarekordinhaber Wolfgang Nordwig aus der DDR. Er gewann vor dem Griechen Christos Papanikolaou. Bronze ging an den Franzosen Hervé d’Encausse.

## Rekorde

### Bestehende Rekorde
| Weltrekord   | 5,34 m | John Pennel      | Los Angeles, USA        | 23. Juli 1966      |
| Europarekord | 5,23 m | Wolfgang Nordwig | Warschau, Polen         | 14. August 1966    |
| EM-Rekord    | 4,80 m | Pentti Nikula    | EM Belgrad, Jugoslawien | 15. September 1962 |

### Rekordverbesserung
Der Meisterschaftsrekord wurde verbessert und darüber hinaus gab es einen Landesrekord.
- Meisterschaftsrekord: 5,10 m – Wolfgang Nordwig (DDR), Finale am 2. September
- Landesrekord: 5,05 m – Christos Papanikolaou (Griechenland), Finale am 2. September

## Qualifikation

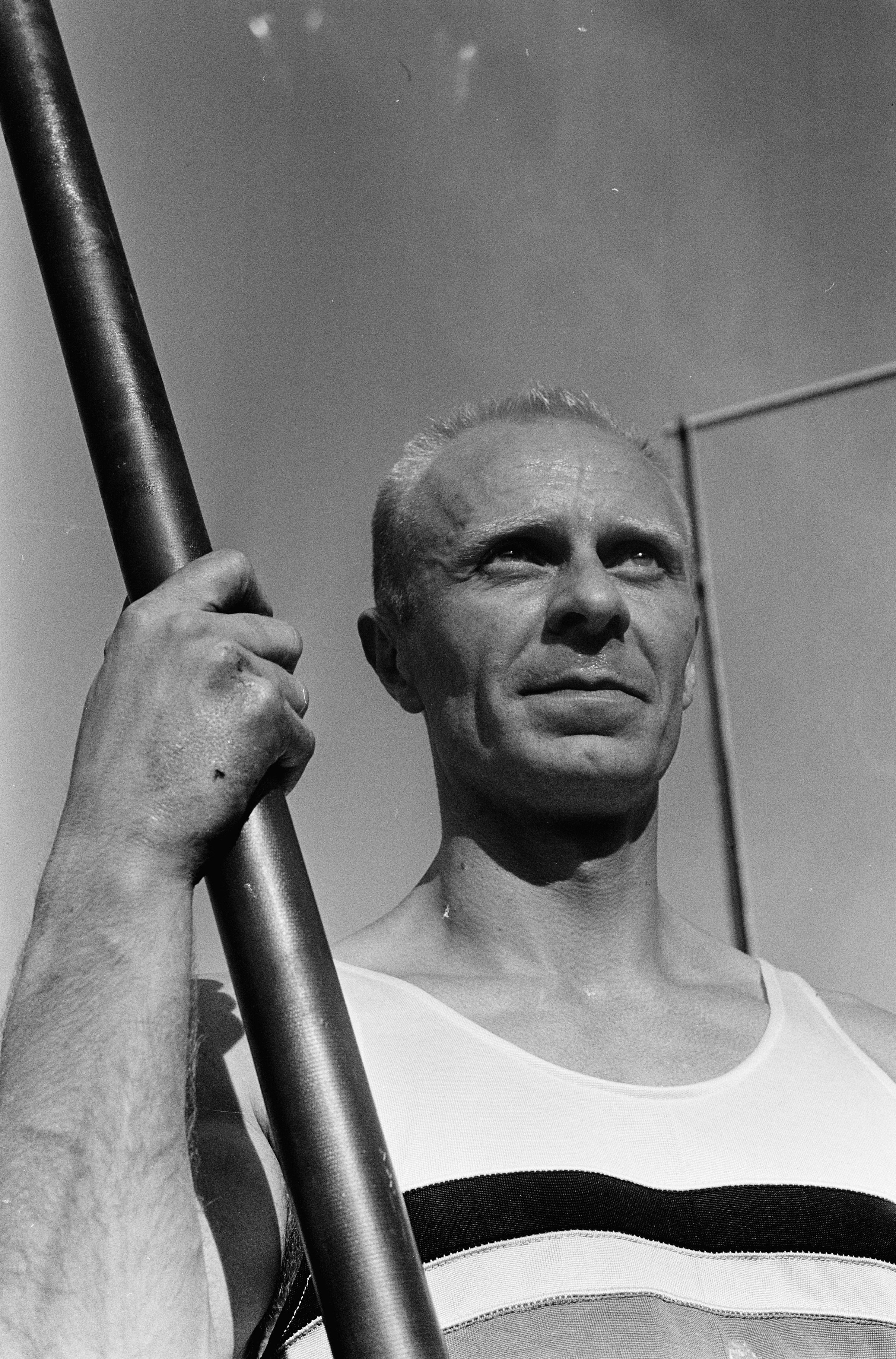
Paul Coppejans fehlten zwanzig Zentimeter zur Finalteilnahme

31. August 1966, 13.00 Uhr
Die 27 Teilnehmer traten zu einer gemeinsamen Qualifikationsrunde an. Fünf Athleten (hellblau unterlegt) übertrafen die Qualifikationshöhe für den direkten Finaleinzug von 4,60 m. Damit war die Mindestanzahl von sieben Finalteilnehmern nicht erreicht. Das Finalfeld wurde mit den nächsten bestplatzierten Sportlern (hellgrün unterlegt) aufgefüllt. So erreichten aufgrund von Platzierungsgleichheit schließlich sechzehn Springer, die mindestens 4,40 m übersprungen hatten, das Finale.
| Platz | Name                   | Nation           | Höhe (m) |
| ----- | ---------------------- | ---------------- | -------- |
| 1     | Hervé d’Encausse       | Frankreich       | 4,60     |
| 1     | Leszek Butscher        | Polen            | 4,60     |
| 1     | Wolfgang Nordwig       | DDR              | 4,60     |
| 1     | Christos Papanikolaou  | Griechenland     | 4,60     |
| 1     | Ignacio Sola           | Spanien          | 4,60     |
| 6     | Renato Dionisi         | Italien          | 4,40     |
| 6     | Włodzimierz Sokołowski | Polen            | 4,40     |
| 6     | Waldemar Węcek         | Polen            | 4,40     |
| 6     | Mike Bull              | Großbritannien   | 4,40     |
| 6     | Rudolf Tomášek         | Tschechoslowakei | 4,40     |
| 6     | Claus Schiprowski      | BR Deutschland   | 4,40     |
| 6     | Klaus Lehnertz         | BR Deutschland   | 4,40     |
| 6     | Karl-Gustav Burlin     | Schweden         | 4,40     |
| 6     | Igor Feld              | Sowjetunion      | 4,40     |
| 6     | Altti Alarotu          | Finnland         | 4,40     |
| 6     | Jean-Pierre Colusso    | Frankreich       | 4,40     |
| 17    | Maurice Houvion        | Frankreich       | 4,20     |
| 18    | Paul Coppejans         | Belgien          | 4,20     |
| 19    | Dimitar Chlebarow      | Bulgarien        | 4,20     |
| 20    | Pavel Jindra           | Tschechoslowakei | 4,20     |
| NM    | František Taftl        | Tschechoslowakei | ogV      |
| NM    | Aldo Righi             | Italien          | ogV      |
| NM    | Risto Ivanoff          | Finnland         | ogV      |
| NM    | Hans Lagerqvist        | Schweden         | ogV      |
| NM    | Tapio Mertanen         | Schweden         | ogV      |
| NM    | Hennadij Blesnizow     | Sowjetunion      | ogV      |
| NM    | János Miskei           | Ungarn           | ogV      |

## Finale

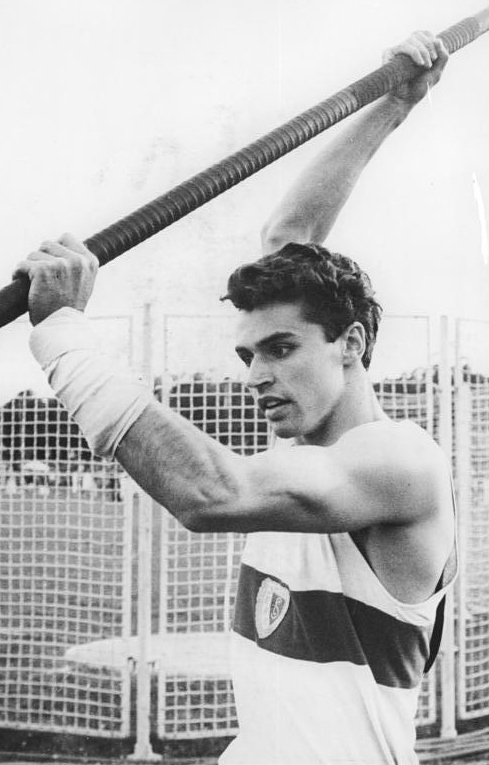
Europameister Wolfgang Nordwig errang seinen ersten internationalen Erfolg – später wurde er unter anderem Olympiasieger 1972

2. September 1966
| Platz | Name                   | Nation           | Höhe (m) |
| ----- | ---------------------- | ---------------- | -------- |
| 1     | Wolfgang Nordwig       | DDR              | 5,10 CR  |
| 2     | Christos Papanikolaou  | Griechenland     | 5,05 NR  |
| 3     | Hervé d’Encausse       | Frankreich       | 5,00     |
| 4     | Renato Dionisi         | Italien          | 4,80     |
| 5     | Ignacio Sola           | Spanien          | 4,80     |
| 6     | Włodzimierz Sokołowski | Polen            | 4,80     |
| 7     | Leszek Butscher        | Polen            | 4,80     |
| 8     | Claus Schiprowski      | BR Deutschland   | 4,70     |
| 9     | Klaus Lehnertz         | BR Deutschland   | 4,70     |
| 10    | Igor Feld              | Sowjetunion      | 4,70     |
| 11    | Waldemar Węcek         | Polen            | 4,70     |
| 12    | Rudolf Tomášek         | Tschechoslowakei | 4,60     |
| 13    | Altti Alarotu          | Finnland         | 4,60     |
| 14    | Karl-Gustav Burlin     | Schweden         | 4,40     |
| 15    | Jean-Pierre Colusso    | Frankreich       | 4,40     |
| 16    | Mike Bull              | Großbritannien   | 4,40     |

## Videolinks
- EUROPEAN ATHLETICS 1966 BUDAPEST POLE VAULT NORDWIG, youtube.com, abgerufen am 17. Juli 2022
- European Athletics In Budapest AKA European Athletics (1966), Bereich: 2:16 min bis 3:18 min, youtube.com, abgerufen am 17. Juli 2022